# 56-й Вирджинский пехотный полк
56-й Вирджинский добровольческий пехотный полк (56th Virginia Volunteer Infantry Regiment) — пехотный полк Армии Конфедеративных Штатов Америки, набранный в штате Виргиния (Вирджиния), в его центральной части во время Гражданской войны в США. Был отправлен на запад и попал в плен сражении за форт Донелсон, был освобождён по обмену и прошёл все сражения войны на востоке, от Семидневной битвы до капитуляции армии при Аппоматтоксе. Известен участием в атаке Пикетта под Геттисбергом.

## Формирование
Полк был сформирован в сентябре 1861 года из военнослужащих, набранных в центральных округах штата Виргиния. Уильям Дабни Стюарт, выпускник Вирджинского военного института (класс 1853) и подполковник 15-го Вирджинского полка был переведён в 56-й и получил звание полковника.